# أندرياس أوغريس
أندرياس أوغريس (بالألمانية: Andreas Ogris)‏ (مواليد 7 أكتوبر 1964) هو لاعب كرة قدم. يلعب مع منتخب النمسا لكرة القدم. سبق له أن لعب في كأس العالم لكرة القدم مع منتخب بلاده.

## روابط خارجية
- أندرياس أوغريس على موقع الاتحاد الدولي (مؤرشف)  (الإنجليزية)
- أندرياس أوغريس على موقع الاتحاد الأوربي (الإنجليزية)
- أندرياس أوغريس على موقع قاعدة بيانات كرة القدم.إي يو (الإنجليزية)
- أندرياس أوغريس على موقع ناشيونال فوتبول تيمز (الإنجليزية)
- أندرياس أوغريس على موقع عالم كرة القدم.نت (الإنجليزية)